# AAC 1899
AAC 1899 was een Nederlandse handbalvereniging in Arnhem. Op 1 juni 2017 fuseerde de vereniging met AHV Swift tot DFS.

## Geschiedenis
AAC was ontstaan door een fusie tussen Athomic en Arnhemia op 1 juli 1989. De twee clubs gingen verder onder de nieuwe naam Athomic Arnhemia Combinatie (AAC) 1899; Athomic en Arnhemia verwezen naar de twee clubs waar de fusie uit ontstond, 1899 verwees naar het jaartal 1899, de datum van de allereerste activiteiten van Thor 1899 (een van de twee clubs waaruit de fusieclub Athomic bestond). De nieuwe vereniging had twee afdelingen: een gymnastiek- en handbalafdeling.
Swift en AAC 1899 werkten tussen 1993 en 1996 samen in de Algemene Handbal Federatie Arnhem (AHF Arnhem). In 2017 gingen de twee clubs wederom samenwerken, ditmaal veel verder en met de bedoeling volledig samen te smelten. In het seizoen 2016/17 werkte Swift, AAC 1899 en ESCA samen onder de naam AES Arnhem, maar een verdere fusie zag ESCA niet zitten en stapte er uit. Op 1 juni 2017 fuseerde AAC 1899 met Swift en kreeg de nieuwe fusieclub de naam Door Fusie Sterker (DFS).

## Europees handbal
Dames
| Seizoen | League           | Ronde          | Thuisteam               | Stand 1 | Totaal  | Stand 2 | Uit-team               |
| ------- | ---------------- | -------------- | ----------------------- | ------- | ------- | ------- | ---------------------- |
| 1997/98 | EHF Cup          | Laatste 16     | Gymnastiki Enosi Verias | 19 - 22 | 34 - 48 | 15 - 26 | AAC 1899               |
| 1997/98 | EHF Cup          | Achtste finale | AAC 1899                | 17 - 33 | 30 - 65 | 13 - 32 | Byåsen Håndball        |
| 1999/00 | EHF Cup          | Laatste 16     | AAC 1899                | 23 - 23 | 46 - 44 | 23 - 21 | Drut Beliniche         |
| 1999/00 | EHF Cup          | Achtste finale | AAC 1899                | 15 - 24 | 36 - 51 | 21 - 27 | Slovan Duslo Sala      |
| 2000/01 | Cup Winners' Cup | 3e ronde       | AAC 1899                | 21 - 11 | 36 - 29 | 15 - 18 | Etar Veliko 64 Tarnovo |
| 2000/01 | Cup Winners' Cup | 4e ronde       | Elda Prestigio          | 33 - 17 | 59 - 38 | 26 - 21 | AAC 1899               |

## Erelijst
Dames
| Nationaal      |    |                  |
| Bekerwinnaar   | 1x | 1999/00          |
| Supercup       | 1x | 2000             |
| Eerste divisie | 2x | 2003/04, 2008/09 |

DFS Arnhem · ESCA · UDI 1896
Voormalige: AAC 1899 · AHF Arnhem · Arnhemia · Athomic · AHV Swift